# FMyLife
FMyLife是一个英语微博客，专门收录日常发生的倒霉事。网站名称源自互联网俚语“Fuck my life (FML)”，这个俚语用于表达令人绝望的烦恼。 用户在FMyLife网站发表短小的倒霉故事。故事固定以“Today”（今天）开头、 “FML”结尾。
FMyLife每天有超过170万点击。2009年6月，一本内容来自该网站上故事和配图的书 出版。 FMyLife是法语网站Viedemerde.fr的英语版本，属同一创立者，此外还有意大利语、西班牙语和瑞典语姊妹站。

## 历史
2008年1月13日，Maxime Valette、Guillaume Passaglia和Didier Guedj创立了FMyLife。这个网站是法语网站Viedemerde.fr的英语版本，属同一创立者，Viedemerde对应的翻译是“粪便般的生活”。
所有FMyLife访问者都可以投票表决用户发表的每个故事是倒霉或是活该。 用户可以查看、发表、评论故事和投票。
FMyLife引起了一些社会评论家的注意，例如社会学家Pierre Mannoni称：“即使带有幽默性质，不断地把自己描述成一个失败者也是危险的；这可能阻挡你走向成功。”
2009年2月，该网站的网站流量快速增长。
2009年3月，FMyLife宣布他们确认了一个出版交易。 2009年6月9日该书出版。
2009年FML也发布了一个iPhone/iPod touch应用程序，使用户可以与在网站上一样提交、阅读、评论倒霉故事和投票。目前官方还提供了Android和黑莓平台的设备以及普通手机的应用程序。同时还有其他几个iPhone应用。.

## 第三方

### API
2009年2月，FMyLife发布了API。虽然其禁止付费及含有广告的第三方应用使用API，但是实际上早期有一些这样的应用获得了FMyLife批准。2010年1月，FMyLife要求所有含有广告的及付费的应用将其收入的50%返还给FMyLife。没有广告的免费应用不受影响。FMyLife联合创始人Didier Guedj称：“FMyLife API在分享精神下创建，是用来在互联网上免费传播倒霉故事的。” 然而，FMyLife的官方应用FML for iPhone、FML for Android、FML shake for iPhone含有AdMob广告。

### 翻译
一些网站将FMyLife网站的内容翻译为其他语言，例如煎蛋的发霉啦分类下的文章。